# Wait state
Wait state (stan oczekiwania) – w informatyce oznacza wstrzymanie pracy mikroprocesora, jego części lub innego urządzenia odbierającego dane, aby dać wolniejszej pamięci lub urządzeniom zewnętrznym czas na odpowiedź, albo umożliwić innym urządzeniom na dostęp do współdzielonych z innymi procesorami zasobów pamięci. Określenie oznacza także stan procesora w trakcie oczekiwania na dostęp do danych. 
Konstrukcja układu i wykonanie instrukcji lub transfer danych bez oczekiwania na wolniejsze urządzenia lub zablokowany dostęp określany jest jako Zero wait state  (z zerowym czasem oczekiwania).

## Początki
W początkach konstrukcji komputerów osobistych, pamięci miały wystarczającą szybkość by procesor mógł realizować cykl rozkazowy bez oczekiwania na pamięć. W konstrukcjach np. ZX Spectrum, Amstrad CPC obraz nie był generowany przez mikroprocesor ale przez oddzielny układ, który wymagał dostępu do pamięci. By umożliwić dostęp układu generowania obrazu do pamięci, mikroprocesor był wstrzymywany a pamięć była odłączana od  mikroprocesora. W mikrokomputerach Amstrad CPC przełączanie odbywało się co 4 takt zegara. 